# Loggiatorget

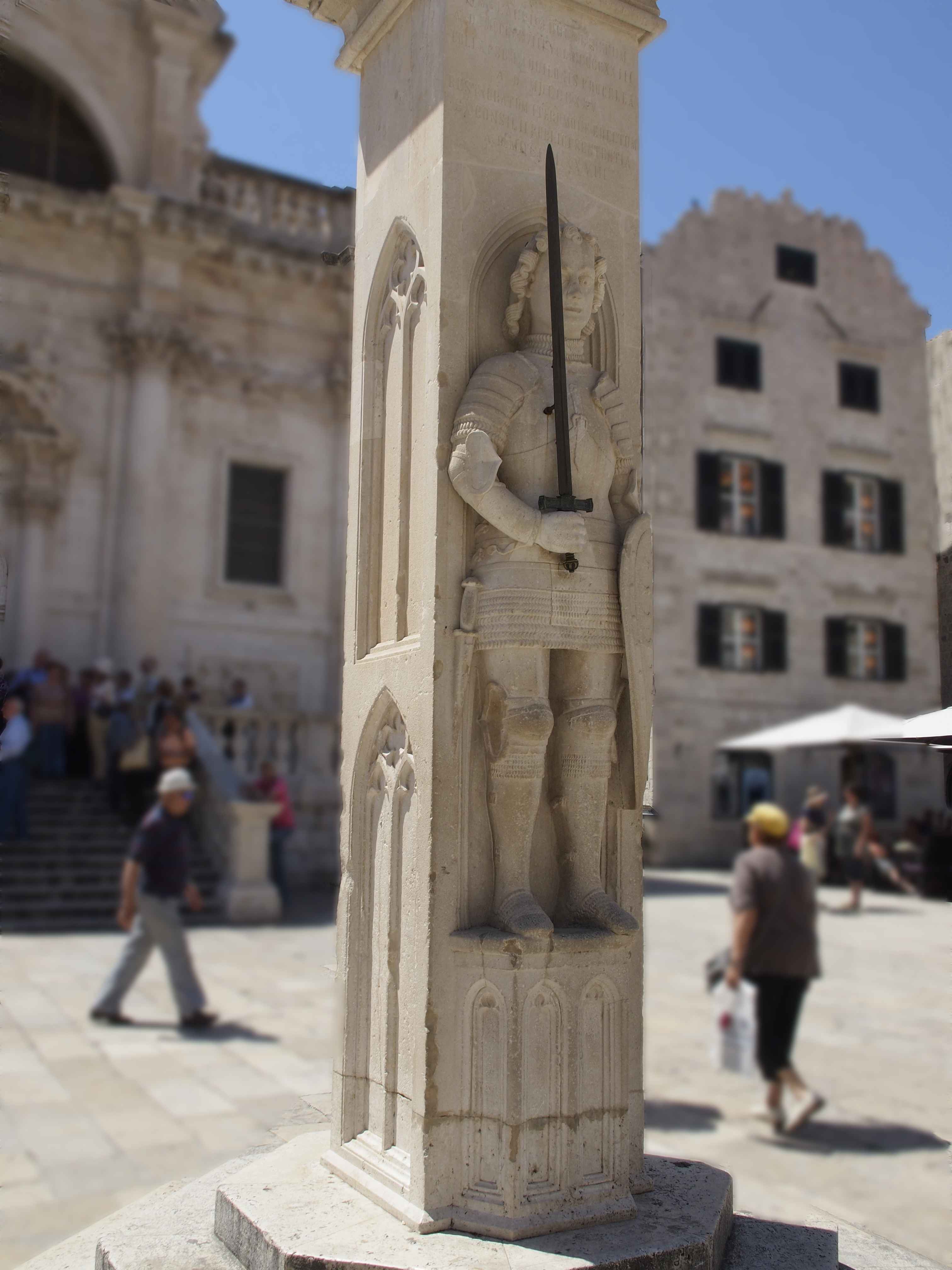
Orlandos kolonn vid Loggiatorget 2011. Till vänster i bakgrunden skymtar Sankt Blasius kyrka.

Loggiatorget (kroatiska: Trg Luža) är ett torg i Dubrovnik i Kroatien. Torget ligger vid huvudgatan Straduns slut i den östra delen av Gamla stan och var den forna republiken Dubrovniks politiska och ekonomiska hjärtpunkt. Vid torget ligger flera för Dubrovnik och Gamla stan tongivande byggnader.
Torgets namn kommer från de loggior (plural kroatiska Luže) som under medeltiden fanns på platsen men revs i samband med uppförandet av nya byggnader i början av 1700-talet. Idag är Loggiatorget ett av Dubrovniks sevärdheter och i samband med festligheterna kring Sankt Blasius fest och sommarfestivalen har det en central plats.

## Byggnadsverk och offentligt konst[1]
- Klockloggian
- Onofrios lilla fontän
- Orlandos kolonn
- Sankt Blasius kyrka
- Sponzapalatset
- Stadsklocktornet
- Stadsvaktens byggnad

### Fotnoter
1. 1 2  Miroslav Krleža-institutets online-encyklopedi (kroatiska)
2. ↑  Planić-Lončarić, Marija (15 november 1990). ”Dubrovačka luža” (på kroatiska) ( PDF). Radovi IPU 14/1990. Kroatiska konstinstitutet. sid. 92-95. Arkiverad från originalet den 18 oktober 2014. https://web.archive.org/web/20141018162650/http://www.ipu.hr/uploads/documents/1393.pdf. Läst 18 oktober 2014.
3. ↑  Dubrovniks internationella universitet Arkiverad 19 oktober 2014 hämtat från the Wayback Machine. (kroatiska)